# セルマ・トッド
セルマ・アリス・トッド（Thelma Alice Todd、1905年7月29日 - 1935年12月16日）は、アメリカ合衆国の女優。1926年から1935年にかけて約120本の映画に出演し、特にマルクス兄弟の『いんちき商売』や『御冗談でショ』、チャーリー・チェイスの数多くの短編、バスター・キートン、ジミー・デュランテと共演した『キートンの歌劇王』などのコミカルな役どころで知られる。ホイラー&ウルゼイやローレル&ハーディの映画にも出演しており、後者の最後の出演作『極楽浪人天国』では、彼女の早過ぎる不審な死により出演シーンが短縮された。

## 生い立ち
マサチューセッツ州ローレンスでジョンとアリスのトッド夫妻の娘として生まれ、成績優秀で快活な学生であった。学校教師を志望していたが、十代後半からミス・コンテストに出場するようになり、1925年にはミス・マサチューセッツの称号を獲得した。故郷の州の代表となった期間に、ハリウッドのスカウトに見出され映画界入りをした。

## 経歴

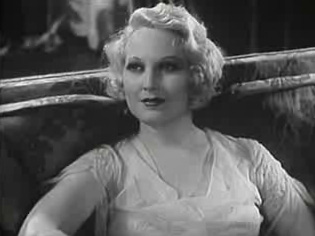
『Corsair』（1931年）

サイレント映画の時代、トッドはその美貌を最大限に活かした脇役として数多く出演したが、演技をする機会はあまり与えられなかった。トーキーの時代となり、プロデューサーのハル・ローチと契約を結んだ事により、ハリー・ラングドン、チャーリー・チェイス、ローレル&ハーディといった喜劇スターの映画への出演で、演技の幅を大きく広げる機会を得た。1931年にはザス・ピッツと組んだ、自身のスラップスティック・コメディ映画シリーズを持った。このシリーズはローチが女性版ローレル&ハーディを意図して企画したものであった。1933年にピッツがローチの下を去り、その代わりをパッツィ・ケリーが務めた。これらの短編映画では様々な問題を抱え、相方の厄介で気まぐれな行動に悩まされながら、落ち着きと魅力を保とうと最善を尽くす働く女性の役を演じる事が多かった。
1931年、映画監督のローランド・ウェストと恋に落ち、彼の映画『Corsair』に出演した。
トッドは優れた喜劇女優として高く評価されるようになり、ローチはホイラー&ウルゼイ、バスター・キートン、ジョー・E・ブラウン、マルクス兄弟たちと共演させるために、彼女を他のスタジオに貸し出した。またリカルド・コルテスがサム・スペードを演じた『マルタの鷹』の1931年初映画化作品における、マイルズ・アーチャーの不実な未亡人のようなシリアスな役でも成功を収めた。119本の映画に出演したが多くは短編映画であり、時折「アイスクリーム・ブロンド」として宣伝された。
1934年8月、パシフィック・パリセーズに「セルマ・トッドのサイドウォーク・カフェ」と呼ばれるカフェを開業し、店はハリウッドの有名人や多くの観光客を引きつけ活況を呈した。
トッドは、1935年まで自身の短編映画シリーズを続け、ローレル&ハーディの長編喜劇映画『極楽浪人天国』に出演した。これが最後の出演作となった。彼女は出演シーンの全てを撮り終えた後に亡くなったが、それらのシーンのほとんどが撮り直された。 プロデューサーのローチはトッドの会話シーン全てを削除し、使用は1曲歌う場面のみにとどめた。

### 死去

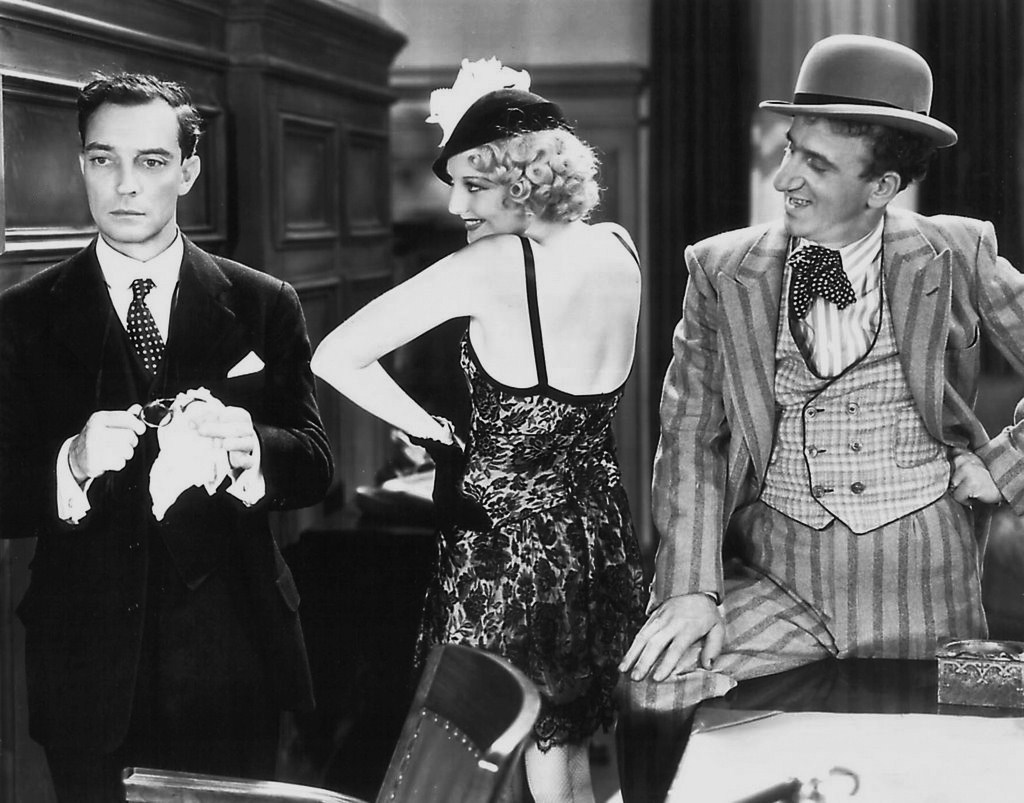
『キートンの歌劇王』（1932年）。向って左からバスター・キートン、セルマ・トッド、ジミー・デュランテ

1935年12月16日の朝、セルマ・トッドはトッドの恋人兼ビジネスパートナーである映画監督ローランド・ウェストの別居中の妻で元女優のジュエル・カーメンの自宅ガレージ内で、彼女の車の中で遺体として発見された。カーメンの家はトッドのカフェの上端から約1ブロックの位置にあった。死因は一酸化炭素中毒と断定された。トッドには多忙な社交関係のみならず、幅広い友人や同僚がいた。警察の調べで、彼女が前日の土曜の夜（12月14日）に有名なハリウッドのレストラン「トロカデロ」で開かれていた、芸人のスタンリー・ルピノと娘で女優のアイダ・ルピノ主催のパーティーに出席していた事が分った。レストランでトッドは元夫のパット・ディシッコと遭遇し、短いが不快なやりとりをしていた。しかし友人たちは彼女が上機嫌で、自殺するような理由も思い付かないと証言した。パットはマフィアのラッキー・ルチアーノの手下と言われる粗暴な性格の映画エージェントで、前年の1934年にセルマと離婚していた（のちに大富豪の娘グロリア・ヴァンダービルトと再婚）。セルマはおかかえ運転手により12月15日未明、パーティー会場から家まで送られた。
ロサンゼルス市警察の刑事はトッドの死を運転のための暖気か、自身が暖を取るためにヒーターを使った結果、偶発的に起こった物だと結論付けた。しかし、血まみれの唇などの他の証拠は、殺人事件を示唆しているように思われた。
トッドの検死解剖は1935年12月18日に行なわれた。検死外科医のワグナーA.P.は、「下唇の浅い打撲」以外には「体の表面・内部のどこにも暴力の痕跡はない」と証言した。陪審は、偶発的な死であるように見えるが「事件性は無いのか関係当局による更なる調査」を勧告する、と裁定した。
その後、トッドの死が殺人か事故か決定を下すため、大陪審による精査が行なわれた。4週に亘る供述の後、審問は殺人の明確な証拠が現われないまま終了した。事件は殺人課によって閉じられ、「自殺の可能性がある偶然の事故」と分類された。しかし自殺の動機も遺書も発見する事は出来なかった。
彼女の伝記「Hot Toddy: The True Story of Hollywood's Most Sensational Murder」で、著者のアンディ・エドモンズは著名なギャングのラッキー・ルチアーノがトッドの死の背後にいたと主張している。トッドはダイエット用のアンフェタミン(覚醒剤の一種)入手をするために、ルチアーノと関係を持っていたとされている。
トッドの遺体は荼毘に付された。1969年の彼女の母親の死後トッドの遺骨は母の棺に入れられ、故郷であるマサチューセッツ州ローレンスのベルビュー墓地に埋葬された。

## 記念
映画界への貢献により、ハリウッド大通り6262のハリウッド・ウォーク・オブ・フェームにトッドの星型プレートがある。

## 主な出演作品
| 年   | タイトル                      | 役名                   | 備考                               |
| ---- | ----------------------------- | ---------------------- | ---------------------------------- |
| 1926 | 『青春の喜び』                | Lorraine Lane          |                                    |
| 1927 | 『Rubber Heels』              | Princess Anne          |                                    |
| 1927 | 『Fireman, Save My Child』    |                        | クレジットされず                   |
| 1928 | 『獄中日記』                  | Phyllis                |                                    |
| 1928 | 『Abie's Irish Rose』         |                        |                                    |
| 1928 | 『妖怪屋敷』                  |                        |                                    |
| 1929 | 『心に秘めて』                | Mrs. Leslie            |                                    |
| 1929 | 『Seven Footprints to Satan』 | Eve                    |                                    |
| 1929 | 『Unaccustomed As We Are』    | Mrs. Kennedy           | 短編映画                           |
| 1929 | 『ダイヤモンド事件』          |                        |                                    |
| 1930 | 『ハア・マン』                | Nelly                  |                                    |
| 1930 | 『Another Fine Mess』         | Lady Plumtree          | 短編映画                           |
| 1931 | 『Chickens Come Home』        | Mrs. Hardy             | 短編映画                           |
| 1931 | 『女給と強盗』                | Betty Royce            |                                    |
| 1931 | 『マルタの鷹』                | Iva Archer             |                                    |
| 1931 | 『Corsair』                   | Alison Corning         | アリソン・ロイドの芸名でクレジット |
| 1931 | 『いんちき商売』              | Lucille Briggs         |                                    |
| 1931 | 『On the Loose』              | Thelma                 | 短編映画                           |
| 1931 | 『Broadminded』               | Gertie Gardner         |                                    |
| 1932 | 『The Big Timer』             | Kay Mitchell           |                                    |
| 1932 | 『その夜』                    | Claire                 |                                    |
| 1932 | 『Deception』                 | Lola Del Mont          |                                    |
| 1932 | 『御冗談でショ』              | Connie Bailey          |                                    |
| 1932 | 『キートンの歌劇王』          | Eleanor Espere         |                                    |
| 1932 | 『ミス・ダイナマイト』        | Sunny De Lane          |                                    |
| 1933 | 『You Made Me Love You』      | Pamela Berne           |                                    |
| 1933 | 『快賊ディアボロ』            | Lady Pamela Rocburg    |                                    |
| 1933 | 『めりけん音頭』              | Gloria Duval           |                                    |
| 1933 | 『狂恋のつばさ』              | Mrs. Carleton          |                                    |
| 1933 | 『女性二重奏』                | Lois Rising            |                                    |
| 1933 | 『巨人登場』                  | Lillian La Rue         |                                    |
| 1934 | 『頓馬パルーカ』              | Trixie                 |                                    |
| 1934 | 『メリケン万歳爆走の巻』      | Amelia Frisby          |                                    |
| 1935 | 『今宵は二人で』              | Lilly                  |                                    |
| 1936 | 『極楽浪人天国』              | Gypsy queen's daughter | ダーラ・フッドと                   |